# Émbaros
Émbaros, en grec moderne : Έμπαρος, est un village du dème de Viánnos, en Crète, en Grèce. Selon le recensement de 2011, la population d'Émbaros compte 247 habitants. Le village est situé à une altitude de 430 m et à une distance de 51 km de Héraklion.